# Elektrische geleidbaarheid
Onder elektrische geleidbaarheid of conductantie wordt de doorlaatbaarheid, de mate van geleiding, verstaan die een stof of materiaal, een geleider, aan een elektrische stroom biedt. De eenheid van geleidbaarheid is de siemens S. De molaire geleidbaarheid is de elektrische geleidbaarheid van een elektrolytoplossing, gedeeld door de molaire concentratie van de elektrolyt. De soortelijke geleidbaarheid is de materiaaleigenschap van de geleider om stroom door te laten en wordt gegeven in siemens per meter.
De elektrische geleidbaarheid {\displaystyle G} van een component, van bijvoorbeeld een installatie- of stroomdraad, is de omgekeerde van de weerstand {\displaystyle R} van die component: {\displaystyle G={\frac {1}{R}}}.

## Impedantie en admittantie
Zoals impedantie een generalisatie van de weerstand is, is admittantie, een complexwaardige grootheid, een generalisatie van geleidbaarheid.
De geleidbaarheid is het reële deel van de admittantie {\displaystyle Y}:
{\displaystyle G=\mathrm {Re} \ Y}
Schakelt men {\displaystyle n} geleiders {\displaystyle G_{1},G_{2},\ldots ,G_{n}} parallel, dan geldt voor de vervangende geleidbaarheid {\displaystyle G_{\text{p}}:}
{\displaystyle G_{\text{p}}=G_{1}+G_{2}+\ldots +G_{n}}
Schakelt men de geleiders in serie, dan geldt voor de vervangende geleidbaarheid {\displaystyle G_{\text{s}}}: 
{\displaystyle {\frac {1}{G_{\mathrm {s} }}}={\frac {1}{G_{1}}}+{\frac {1}{G_{2}}}+\ldots +{\frac {1}{G_{n}}}}
De geleidbaarheid van een draad kan met behulp van de wet van Pouillet worden berekend.